# Hermann Pieper (Bergrat)
Hermann Pieper (* 31. August 1839 in Sprockhövel; † 22. Juli 1904 in Bochum) war ein deutscher Bergwerksdirektor und Abgeordneter.

## Werdegang
Nach seinem Bergbaustudium war Pieper zunächst als Referendar und Bergassessor beim Oberbergamt Dortmund tätig. Als Bergwerksdirektor leitete er ab 1868 die Zeche Vereinigte Schürbank & Charlottenburg sowie ab 1869 als Bergwerksdirektor die Zeche Prinz Regent. Pieper war von Januar 1875 bis Juli 1904 Generaldirektor der Zeche Vereinigte Constantin der Große. Pieper war langjähriger Vorsitzender der Knappschaftsberufsgenossenschaft und im Verein für bergbauliche Interessen tätig. Er war ab November 1878 Stadtverordnetenvorsteher in Bochum und wurde schon im Januar 1879 zum Vorsteher dieses Gremiums gewählt. Von 1896 bis 1904 war er Abgeordneter aus dem Wahlkreis Bochum-Stadt im westfälischen Provinziallandtag. Er vertrat nationalliberale Positionen. Am 8. Januar 1904 wurde er Ehrenbürger von Bochum.
An seiner Bestattung auf dem alten Friedhof der Stadt Bochum (heute Kortumpark) nahmen Tausende von Bochumern teil, der Arnsberger Regierungspräsident sowie der gesamte Magistrat und die Stadtverordneten. Pieper war der erste Ehrenbürger, dem die Stadt Bochum ein Ehrengrab widmete. Als Dank für diese Aufmerksamkeiten und zum Andenken an ihren Gatten stiftete die Witwe 10.000 Mark für eine Stiftung für Witwen und Waisen von unteren und mittleren Beamten.
Er war Teilnehmer an den Kriegen von 1864, 1866 und 1870/1871 und erreichte den Rang eines Oberleutnants. Später war er auch Mitglied im örtlichen Kriegerverein. Dass sein Grab in der Nähe des Kriegerehrenmales von 1870/1871 lag, wurde in den Jahren danach auch hervorgehoben.

## Ehrungen
- 1904: Ehrenbürger von Bochum
- 1904: Ehrengrab auf dem alten Friedhof
- 1006: Benennung der Pieperstraße in Bochum, Straße vor dem Gebäude der Ruhrknappschaft
- 1907: Benennung der Pieperstraße in Herne[7]

## Weblink
- Hermann Pieper (Generaldirektor Zeche Constantin der Große). In: Herne von damals bis heute. Abgerufen am 10. Januar 2025.